# Ross Bellah
Ross Bellah (* 27. Januar 1907 in Blum, Texas; † 2. Februar 2004 in Los Angeles, Kalifornien) war ein US-amerikanischer Szenenbildner und Artdirector.

## Leben
Bellah begann seine Karriere im Filmstab 1944 bei Leigh Jasons Komödie Nine Girls. Nach Filmen wie Dürstende Lippen und Mit der Waffe in der Hand arbeitete er 1953 erstmals für das Fernsehen. 1957 war er für Richard Quines romantischer Komödie Die Frau im goldenen Cadillac zusammen mit William Kiernan und Louis Diage für den Oscar in der Kategorie bestes Szenenbild nominiert, die Auszeichnung ging in diesem Jahr jedoch an den Boxerfilm Die Hölle ist in mir von Regisseur Robert Wise. Zu Bellahs weiteren Filmen zählen unter anderem Der Henker ist unterwegs, April entdeckt die Männer und Fremde, wenn wir uns begegnen.
Ab den 1960er Jahren war er fast exklusiv für das Fernsehen tätig, wo er bis Ende der 1980er Jahre an zahlreichen Fernsehserien mitwirkte. Hierzu zählten unter anderem 139 Folgen von Bezaubernde Jeannie, 254 Folgen von Verliebt in eine Hexe, 96 Folgen von Die Partridge Familie, 95 Folgen von Fantasy Island und 89 Folgen von T.J. Hooker. Für sein Wirken war er zwischen 1975 und 1987 drei Mal für den Primetime Emmy nominiert, den er jedoch nie gewinnen konnte.

## Filmografie (Auswahl)
- 1952: Paula (Paula)
- 1953: Dürstende Lippen (Last of the Comanches)
- 1953: Mit der Waffe in der Hand (Gun Fury)
- 1955: Ehe in Fesseln (Queen Bee)
- 1956: Die Frau im goldenen Cadillac (The Solid Gold Cadillac)
- 1957: Ein Herzschlag bis zur Ewigkeit (Jeanne Eagels)
- 1958: Der Henker ist unterwegs (The Lineup)
- 1959: April entdeckt die Männer (Gidget)
- 1960: Fremde, wenn wir uns begegnen (Strangers When We Meet)
- 1961: Ich bin noch zu haben (The Ladies Man)
- 1962: Ein Fremder kam an (Five Finger Exercise)
- 1967: Was kümmert uns die Bank? (Who’s Minding the Mint?)

## Auszeichnungen (Auswahl)
- 1957: Oscar-Nominierung in der Kategorie bestes Szenenbild für Die Frau im goldenen Cadillac